# N135 (België)
De N135 is een gewestweg in de Belgische provincie Antwerpen en verbindt de N12 in Poppel, een deelgemeente van Ravels met de Nederlandse grens bij Baarle. De totale lengte van de N135 bedraagt ongeveer 3 kilometer.